# 臍帯カテーテル

臍帯カテーテル（さいたいかてーてる、Umbilical line）は、2本の臍帯動脈（臍動脈）または1本の臍帯静脈（臍静脈）のいずれかに挿入されるカテーテルである。臍帯動脈に挿入する臍帯動脈カテーテル（Umbilical arterial catheter, UAC）と臍帯静脈に挿入する臍帯静脈カテーテル（Umbillical Venous Catheter, UVC）とがある。臍帯カテーテルは、皮膚がまだ脆弱な在胎週数の早産児であっても、中心静脈に素早くアクセスすることができるため、新生児特定集中治療室（NICU）で使用されることが多い。また、早産児に限らず、新生児蘇生における迅速な薬剤投与のためにも用いられる。
臍帯カテーテルは、出生時に留置することができ、医療スタッフは必要に応じて水分、強心薬、輸血を迅速に注入することができる。正期産の児であっても、出生直後には臍帯根部が循環系に接続されており、緊急時には使用される場合がある。このカテーテルを使って水分、薬剤、輸血を投与することができ、血液ガスのモニタリングと血液サンプルの採取も可能である。合併症としては、感染症や血栓塞栓症などがある。
動脈管開存症の治療など、カテーテル治療で心臓へのアクセスを得るためにも用いられる。

## 臍帯動脈カテーテル
臍動脈カテーテルの先端位置は、単純レントゲン写真で確認する。臍動脈カテーテルは、臍帯から尾側に向かい、左右のいずれかの内腸骨動脈に合流した後、頭側に向かって総腸骨動脈を経由して大動脈に向かう。大動脈の主要な分枝を避けるため、臍帯動脈カテーテルの先端位置は、high position と low position のいずれかが適切とされる。high position は Th6–Th9 高位、low position は L3 高位以下である
。low position は、血栓症や血管痙攣などの血管系合併症の発生率が高くなる可能性がある。

## 臍帯静脈カテーテル
臍帯静脈カテーテルの先端位置は、挿入後に単純レントゲンで確認され、初回の試行の約半数にみられる。臍帯静脈静脈カテーテルは、臍帯から頭側に向かい、右に曲がって左門脈に合流して、静脈管開口部を通って下大静脈と右心房に至る。臍帯静脈カテーテルの先端位置は、高位下大静脈から低位右心房が適切とされ、通常は横隔膜から 1cm 以内のところにある。臍帯静脈カテーテルの先端が静脈管に近接していると、薬液が門脈内に投与されて門脈血栓症になったり、高カロリー輸液であれば膿瘍を形成する場合もある。